# Palo Blanco, Pueblo Nuevo Solistahuacán
Palo Blanco är en ort i Mexiko.   Den ligger i kommunen Pueblo Nuevo Solistahuacán och delstaten Chiapas, i den sydöstra delen av landet, 700 km öster om huvudstaden Mexico City. Palo Blanco ligger 911 meter över havet och antalet invånare är 499.
Terrängen runt Palo Blanco är bergig åt nordost, men åt sydväst är den kuperad. Runt Palo Blanco är det ganska tätbefolkat, med 80 invånare per kvadratkilometer. Närmaste större samhälle är Pueblo Nuevo Jolistahuacan, 13,5 km söder om Palo Blanco. I omgivningarna runt Palo Blanco växer i huvudsak städsegrön lövskog.